# Principauté de Pontinha
La principauté de Pontinha ou principauté de l'îlot de Pontinha, est une micronation, située sur un îlot rocheux de 178 m2, à 70 m au large de la ville de Funchal, sur l'île de Madère. La principauté a officialisé son indépendance en 2007 et son souverain, propriétaire de l'îlot, est Renato Barros, auto-promu prince Don Renato Barros 1er, prince de l'îlot de Pontinha et électeur de Portugal.

## Histoire

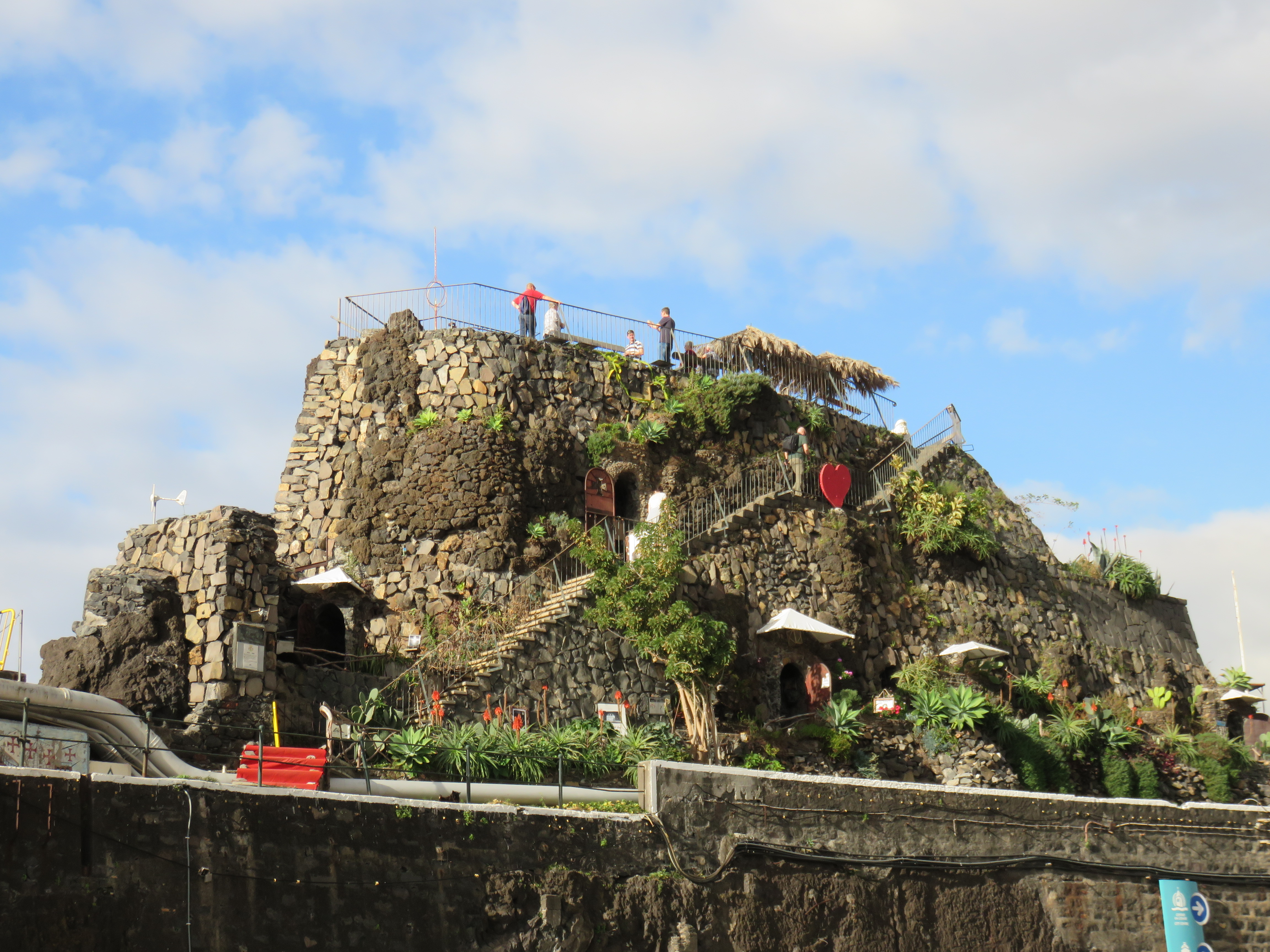
La "principauté de Pontinha", janvier 2017

En janvier 2007, Renato Barros, professeur d'enseignement visuel et propriétaire depuis 2000 du fort de São José (pt), annonce qu'il met en route un processus international en vue de créer une principauté sur l'îlot de Pontinha, un rocher situé à 70 mètres de la côte de l'île de Madère à laquelle il est lié au niveau de la digue du port de Funchal (pt),.
Renato Barros achète le fort en 2000, au prix d'environ 45 000 euros, en vue d'étudier l'énergie des vagues. Le plan directeur du Port de Funchal, approuve en 2004, la future ouverture d'un bar-restaurant, avec esplanade et mirador sur le fort de São José. Cette autorisation est annulée dans un second temps, supprimant l'autorisation pour l'ouverture  du bar-restaurant et de l'esplanade, interdisant par la même occasion toute utilisation commerciale de la forteresse. Bien que cela ne soit pas le but initial à l'achat de l'édifice, Renato Barros avait développé l'idée de récupérer le fort et le rocher, dont l'histoire remonte à la première exploration de l'île, par João Gonçalves Zarco en 1420, et de lui donner une utilité touristique avec une ouverture au public, un bar et un espace muséologique.

### Déclaration d'indépendance
En novembre 2007, exaspéré des refus de l'administration concernant l'utilisation commerciale du site, Renato Barros remet au représentant de la République portugaise de la région autonome de Madère, Monteiro Diniz, une demande de désannexion de « la principauté de l'îlot de Pontinha ».
Le 29 novembre, Cesidio, un activiste et expert en droit des micronations, qui milite aussi bien pour l'indépendance de Long Island que pour celle de Cabinda ou du Cameroun du Sud, émet un communiqué au nom du "prince D. Renato Barros, souverain de la principauté de Pontinha", annonçant formellement la sécession de la principauté vis-à-vis du Portugal, déclarant le Fort de São José comme capitale de l'auto-proclamé pays.
Le "prince" souligne alors de bonnes relations avec le gouvernement brésilien, qui aurait affirmé que si la principauté venait à être reconnue, elle serait une porte d'entrée vers l'Europe.
En 2007, il n'y avait qu'un citoyen dans la principauté, Renato Barros, bien que n'y habitant pas. En 2014, d'après Renato Barros, les citoyens étaient au nombre quatre, lui, son épouse et ses deux fils.
En octobre 2010, Pontinha commémore le 107e anniversaire de la souveraineté du fort de São José. Le Parti de la nouvelle démocratie participe a l'événement, et lors d'une conférence de presse, José Manuel Coelho, alors député, lance l'alerte sur un supposé risque de vente du fort à un millionnaire iranien.

## Les origines des prétentions à un territoire indépendant
Renato Barros soutient que, quand le roi Dom Carlos a vendu la forteresse en 1903, il a aussi concédé les droits permettant de prétendre à l'indépendance du territoire. Il en aurait non seulement cédé la propriété, mais aussi le titre allodial ou alleu  de l'îlot où est construit le fort. Pour preuve, le document de vente, qui se trouve aux Archives nationales de la Torre do Tombo, qui précise la validité de la vente de la propriété et du dominium de l'îlot,. La propriété avait été mise en vente, par le Domaine public et sortie du Trésor nationale, avec pour objectif d'utiliser les fonds de la vente pour récupérer l'îlot oriental, plus grand, sur lequel se trouve le Fort de Notre Dame de la Conception de l'Îlot (pt).
Ce que dit la Carta Régia, que Renato Barros a en sa possession :
| « Dom Carlos, par la Grâce de Dieu, Roi du Portugal et des Algarves, fait savoir à ceux qui verront cette Charte de pure et irrévocable vente, (..) qu'aillant acheté, en vente publique, et payé au Trésor public du district de Funchal, le 3 octobre 1903, Cândido Henrique de Freitas, pour la somme de 200 réaux, en conformité des lois de 13 juillet 1863 et 22 décembre 1870, l'immeuble suivant qui appartenait au Domaine National (...) La vente a été enregistrée dans la liste 1446B : conselho de Funchal, partie du Fort de Pontinha avec une superficie de 172,80 m² dans la freguesia de São Pedro ; en bordure au nord et à l'est de la digue du port, le sud et l'ouest du rocher donnant sur la mer... » |

Renato Barros soutient que, au contraire des îles Desertas et Selvagens, rachetées par l'État portugais, sous Marcelo Caetano, ce territoire n'a jamais été ré-annexé. Il précise aussi que si ses prétentions n'étaient pas légitimes, les démarches qu'il a initiées pour la formation de sa principauté seraient un motif suffisant pour son arrestation, et que si ce n'est pas encore arrivé c'est que le Portugal a effectivement vendu cette parcelle de son territoire qui peut désormais devenir indépendante.
Bien que ne présentant rien de concret, il affirme avoir l'appui de partenaires internationaux qui soutiennent sa prétention au titre de prince et à l'indépendance de ce territoire vis-à-vis de la République portugaise. Il affirme alors aussi avoir des soutiens de plusieurs consulats, pays e même au sein du Parlement Européen, et avoir déposé un dossier aux Nations unies, en préparation de la concrétisation de l'indépendance de l'îlot.
En 2007, Renato Barros affirme vouloir aller au bout de l'idée d'une principauté indépendante, par estime de soi et en réponse à la manière dont l'aurait traité la nation portugaise quand s'est vu bloquer toutes ses tentatives d'exploiter commercialement le lieu. D'ailleurs, plus tard, il finit par aller dans ce sens, estimant que finalement que l'attitude de État portugais était juste, puisqu'il n'a aucune souveraineté sur ce territoire, ne pouvant ainsi légiférer ni approuver quoi que ce soit : 
« Ici, juste à côté, il y a des travaux en ce moment même, et moi, je suis dans l'impossibilité de faire quoi que ce soit. Il ne pouvait y avoir qu'une possibilité : je demandais une chose qui n'était pas du ressort du Portugal. L'attitude du gouvernement a toujours été légitime, parce que ce site n'est pas portugais. J'ai insulté tout le monde et finalement, ils avaient raison ».
En novembre de la même année, Renato Barros dépose sa demande officielle de désannexion.
Le 6 septembre 2010, Renato Barros sollicite formellement de la part de l'État portugais une reconnaissance immédiate de la Principauté de Pontinha en tant qu'État souverain et indépendant. Il envoie ses prétentions par courrier au Président de la République, de l'Assemblée de la République, au Premier ministre, au ministre des Affaires étrangères et à celui de l'Administration Interne ainsi qu'au Représentant de la République à Madère.
Dans le document, il précise que « dernier Roi du Portugal, le Roi Don Carlos Ier, en 1903 a procédé, par Charte Royale, à la vente non seulement de la propriété mais aussi du dominium de l'îlot où se trouve et a été édifié le Fort de São José », ajoutant que « les autorités portugaises dûment habilitées, nommément les Archives nationales de la Torre do Tombo, reconnaissent la pleine validité de l'acte de vente de la propriété et du dominium de l'îlot ». Il précise aussi que la « Principauté de Pontinha autoproclamée remplit tous les prérequis exigés par le Droit international public pour être reconnu comme un État souverain et indépendant », vu qu'il possède « territoire, souveraineté sur celui-ci, peuple et sa respective Charte Monarchique Constitutionnelle ». Il invoque que « aussi bien le Droit international public que l'État portugais reconnait le droit à l’autodétermination des peuples ». Il n'y aurait donc « aucune raison, de facto ou de droit, qui empêche le Gouvernement portugais et son État de reconnaître la Principauté de Pontinha en tant qu'État souverain et indépendant, en encore moins s'agissant d'une petite parcelle de territoire dont il a déjà vendu la souveraineté ».

### Validité historique
D'après l'historien Alberto Vieira (pt), ce que le Roi Dom Carlos a aliéné, historiquement, c'est le bâtiment du fort, et sa souveraineté n'a été aliénée, l'îlot continuant, à sa connaissance, à être portugais comme il l'était avant la vente du fort de São José. Il affirme aussi ne pas savoir s'il y a dans le droit international une quelconque prérogative qui donne raison à Barros.
D'après des juristes Jorge Bacelar Gouveia et Guilherme Silva, les prétentions de Barros n'ont pas de fondement dans la législation portugaise, la Constitution portugaise, et en trouvera difficilement dans le droit international public, en particulier dans la charte des Nations unies. Il ne suffit pas de prouver la possession d'une parcelle d'un territoire pour réclamer l'indépendance de cette parcelle. De plus, d'après l'alinéa 3 de l'article 5 de la Constitution portugaise, « L'État n'aliène aucune partie du territoire portugais ou ses droits de souveraineté qu'elle exerce sur son territoire »", cette souveraineté étant « une et indivisible », et le drapeau un symbole « de l'unité et intégrité du Portugal ». « La Principauté ne valide pas non plus tous les attendus du Droit international pour reconnue comme État souverain et indépendant, car même s'il possède un territoire, il n'a pas de peuple ». « Et bien que la Constitution portugaise reconnaisse le droit des peuples à l’autodétermination, il doit être associé à d'autres raisons, "de facto" et/ou de droit, pour en légitimer cette prétention. ».
Et même s'il devait y avoir une infime possibilité de reconnaissance [...qui n'est pas de la compétence du seul Portugal...], elle ne pourrait qu'être invoquée auprès de l'instance compétente, l'Organisation des Nations unies, et justifiée par des instruments juridiques comme le pacte international relatif aux droits civils et politiques de 1966, le pacte de la Société des Nations, avec résolution en assemblée générale et Conseil de sécurité des Nations unies, à la Convention de Vienne, à la Cour internationale de justice, au Conseil de l'Europe, ou à l'OTAN, lesquels pourraient valider la légitimité de la prétention.
En réponse aux juristes, Renato Barros alors émet une déclaration officielle balayant tous leurs arguments :
- Il dit s'être d'abord adressé au Portugal pour sa requête, par courtoisie envers le « Pays-frère » ;
- Les juristes basent leurs arguments sur un fait erroné, que la principauté serait encore une parcelle du Portugal. Or, ce n'est plus le cas depuis 1903 et la vente de la propriété et dominium sur ce territoire[Quoi ?] ;
- Il n'est pas responsable des mauvais comptes de l'État (monarchique ou républicain) qui ont mené à l'aliénation de territoires nationaux ou de donations sans contrepartie, tel Macao [...fin 1999] ;
- Il regrette qu'aucun de ces éminents juristes ne se soit donné la peine d'aller aux Archives nationales consulter le document original, préférant impressionner les citoyens moins informés avec des questions de droit international ;
- Qu'évidemment, le juriste Silva ne peut qu'être juge et partie, étant activement impliqué dans le gouvernement régional [...de la région autonome de Madère] ;
- Qu'étonnement le même gouvernement régional estime mon fort de « peu d'intérêt touristique » alors qu'il s'agit d'une construction historique de plus de 600 ans.
- Que bien au contraire de leurs dires, la principauté réunit les prérequis nécessaires. Elle a un peuple et une diaspora, une pleine souveraineté et un territoire défini.
- ...Il conclut par : « Si, en 1143, le Portugal, bien plus petit qu'actuellement, a divisé le Monde en deux à Tordesillas, sans que son Roi soit ridiculisé, ni traité d'utopiste ; pourquoi, aujourd'hui, serait-ce considéré comme utopique l'indépendance d'une île, abusivement reliée à un port maritime étranger, et d'une taille supérieur proportionnellement supérieure à celle du Portugal à l'époque du célèbre traité ? »[16]

### Réactions du gouvernement régional de Madère
Après avoir, avant la déclaration d'indépendance, empêché tout développement commercial du site, le gouvernement local multiplie les mesures coercitives à l'encontre de la principauté. La demande d'installation de l'électricité est refusée. D'après Barros, c'est à la suite de l'intervention du président du gouvernement régional de l'époque, Alberto João Jardim, après qu'il eut refusé la revente de l'îlot à la région ; des palissades sont posées sur la digue, le long du rocher, empêchant l'accès direct au site ; des tuyaux d'évacuations des égouts de Funchal sont installés, à même le sol devant le fort.

## Structure
En 2007, Renato Barros annonce avoir planifié une Constitution, une monnaie et un hymne. La monnaie serait le ponto, et les citoyens les Pontos. La langue officielle serait le funcho, langue locale de Funchal. Le drapeau serait bleu-azur avec l'îlot stylisé. Plus tard, il optera pour un drapeau reprenant blanc et bleu avec la croix de l'Ordre du Christ en son centre et , en décembre 2015, pour le Bitcoin comme monnaie.
Il annonce aussi constituer son propre peuple via des formulaires de citoyenneté. Barros prévoit un exécutif simple, en accord avec les dimensions du pays, assurant qu'il n'en serait pas le dirigeant, mais quelqu'un qu'il nommerait.
Le jour national sera le 3 octobre, date de l'aliénation de ce patrimoine par le Portugal.
Après le refus de EDP de raccorder la propriété au réseau électrique, Renato installe un panneau solaire et une petite éolienne, se targuant alors d'être une nation où l'énergie produite est 100% renouvelable.

## Asile politique

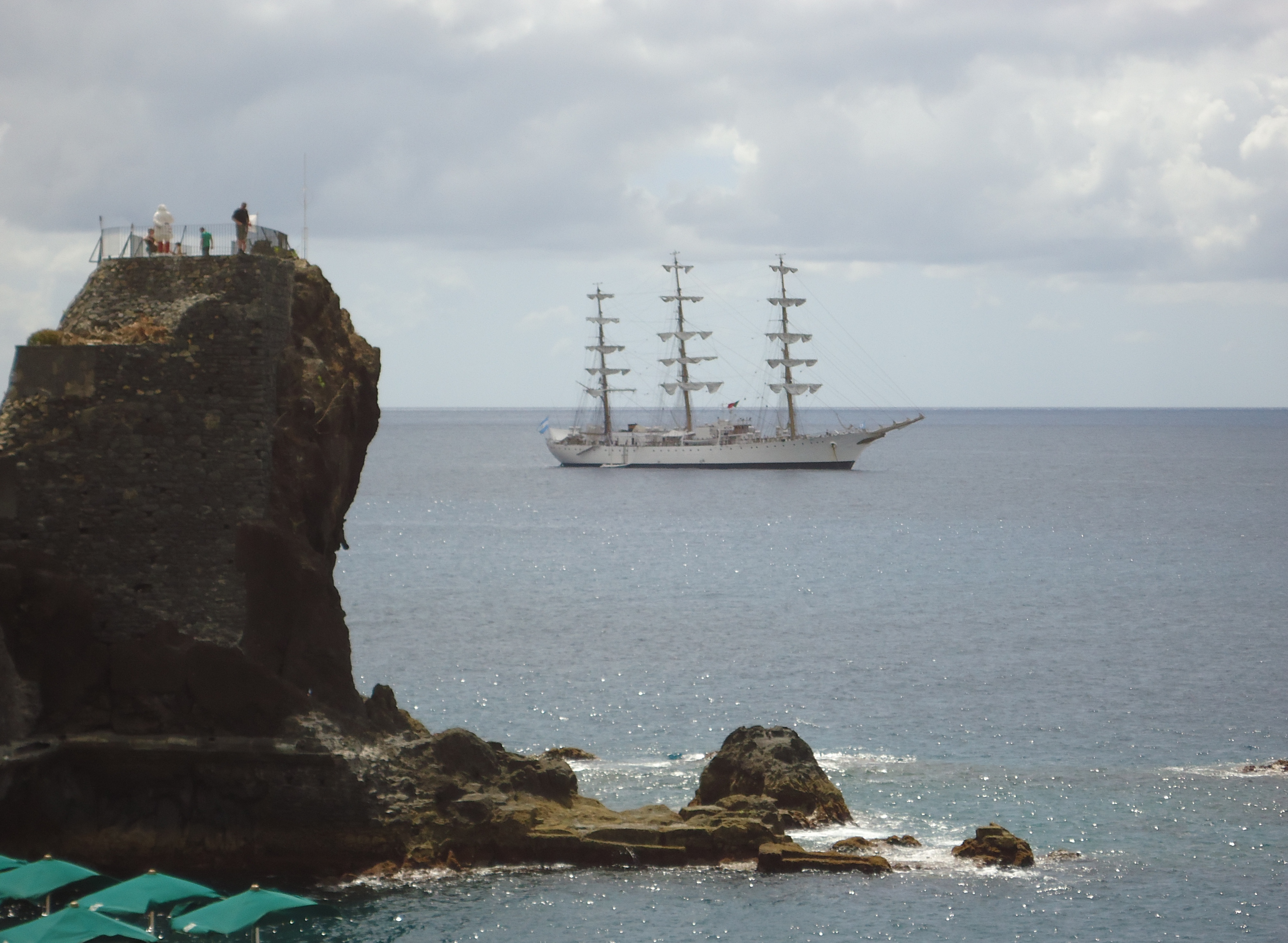
Accès à l'îlot par où est arrivé José Manuel Coelho

En février 2017, le député régional José Manuel Coelho demande l'asile politique à la Principauté de Pontinha, après avoir été condamné à un an de prison pour "diffamation aggravée".
Déjà en octobre 2010, en tant que député du Partido da Nova Democracia (PND), José Manuel Coelho, avait abordé politiquement la question de la principauté de Pontinha. À l'occasion des commémorations du 107e anniversaire de l’aliénation du Fort de São José, lors dune conférence de presse, où il déclare que « la branche locale du PND est inquiète  des menaces d'expropriation et de vente qui pesaient sur le fort, dernière action du régime moribond de Alberto João Jardim » ; que cela constituerait « une menace pour l'indépendance de la Région autonome de Madère », évoquant un supposé danger d' « introduire un réseau terroriste via le millionnaire iranien qui se propose d'acheter la principauté ».

## Perspectives futures
En 2007, Renato 1er affirme avoir l'intention, une fois l'indépendance acquise, de revendiquer le droit aux deux cents milles nautiques autour de la principauté. Pour le futur, il admet aussi qu'il pourrait très bien revendre sa nation à qui la voudrait, par exemple à l'Hezbollah ou aux Palestiniens, puisque c'est un peuple sans territoire.

## L'arrestation de Renato Barros
Le 25 septembre 2017, Renato Barros est arrêté par Garde Nationale Républicaine, pour s'être opposé à l'acte de fermeture de ses installations commerciales. Le "Prince" de l'Îlot, est emmené, menotté, au poste de police local, puis libéré en attendant son audition par un juge,.

## Cinéma
En avril 2010, lors du Ve festival international de cinéma de Funchal (pt), est projeté un court métrage documentaire, appelé O Principado do Forte de S. José – O Diamante que Ilumina a Pérola do Atlântico (en français : La principauté du fort de São José - Le diamant qui illumine la perle de l'Atlantique), basé sur le livre du même nom, abordant la vision de Renato Barros sur l'îlot de Pontinha,,
Le 30 avril 2016, le documentaire Um Sonho Soberano (en français : Un rêve souverain) sur Renato Barros, est projeté en avant-première lors du festival du cinéma de Madeira (pt) au théâtre Baltazar Dias (pt). Le film, réalisé par Gonçalo Portugal Guerra, reçoit 7 nominations dans plusieurs festivals de cinéma, allant jusqu'à être projeté à guichets fermés au cinéma São Jorge de Lisbonne
- Festival du cinéma de Madeira (pt) ;
- Barcelona Planet Film Festival ;
- Martinique International Film Festival ;
- Avanca Film Festival ;
- Figueira Film Art ;
- Festival CineEco - Seia ;
- FESTin (pt) - Festival Itinerant de Langue Portugaise (Prix du meilleur documentaire)[25]

Lors d'une interview à l'agence Lusa, le réalisateur commente : « Avec le temps, j'ai compris que Renata Barros n'est à peine qu'un des divers éléments de ce rêve : il y a le prince, la famille, la reine, sa mère, il y a l'îlot, il y a le fort de São José, il y a des gens qui y travaillent, qui accueillent les touristes, qui s'occupent des jardins, qui font des travaux... ».

## Galerie

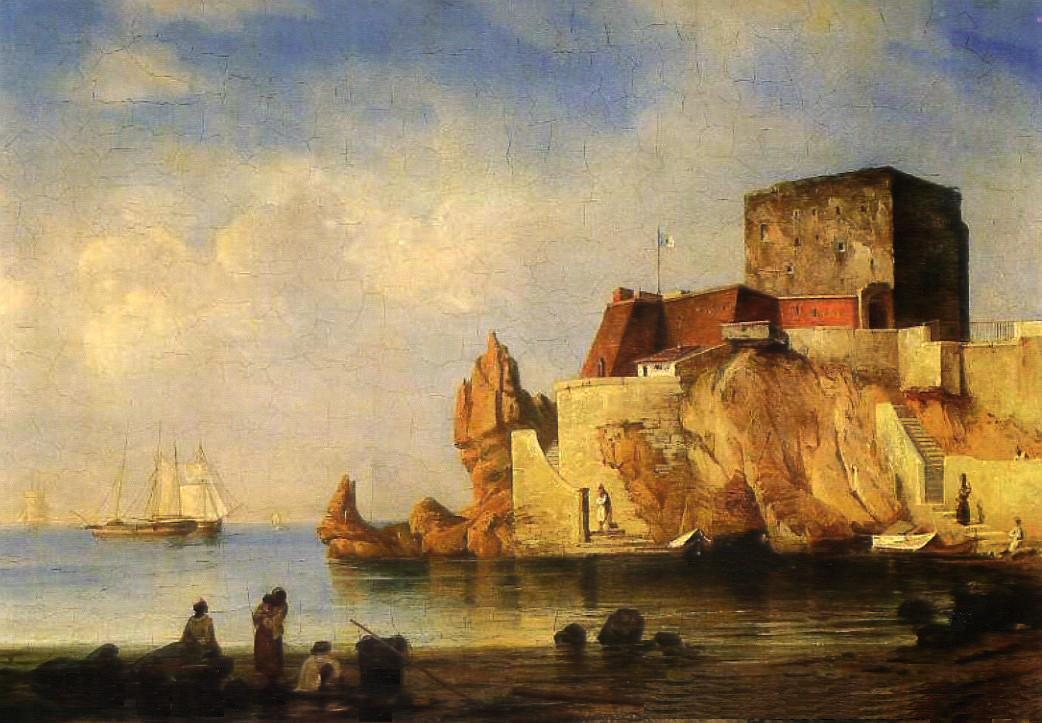
Le fort de São José da Pontinha (vers 1850).
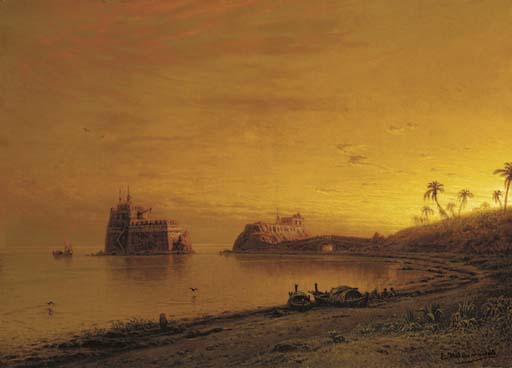
L'îlot de Pontinha par Eduard Hildebrandt (vers 1850).
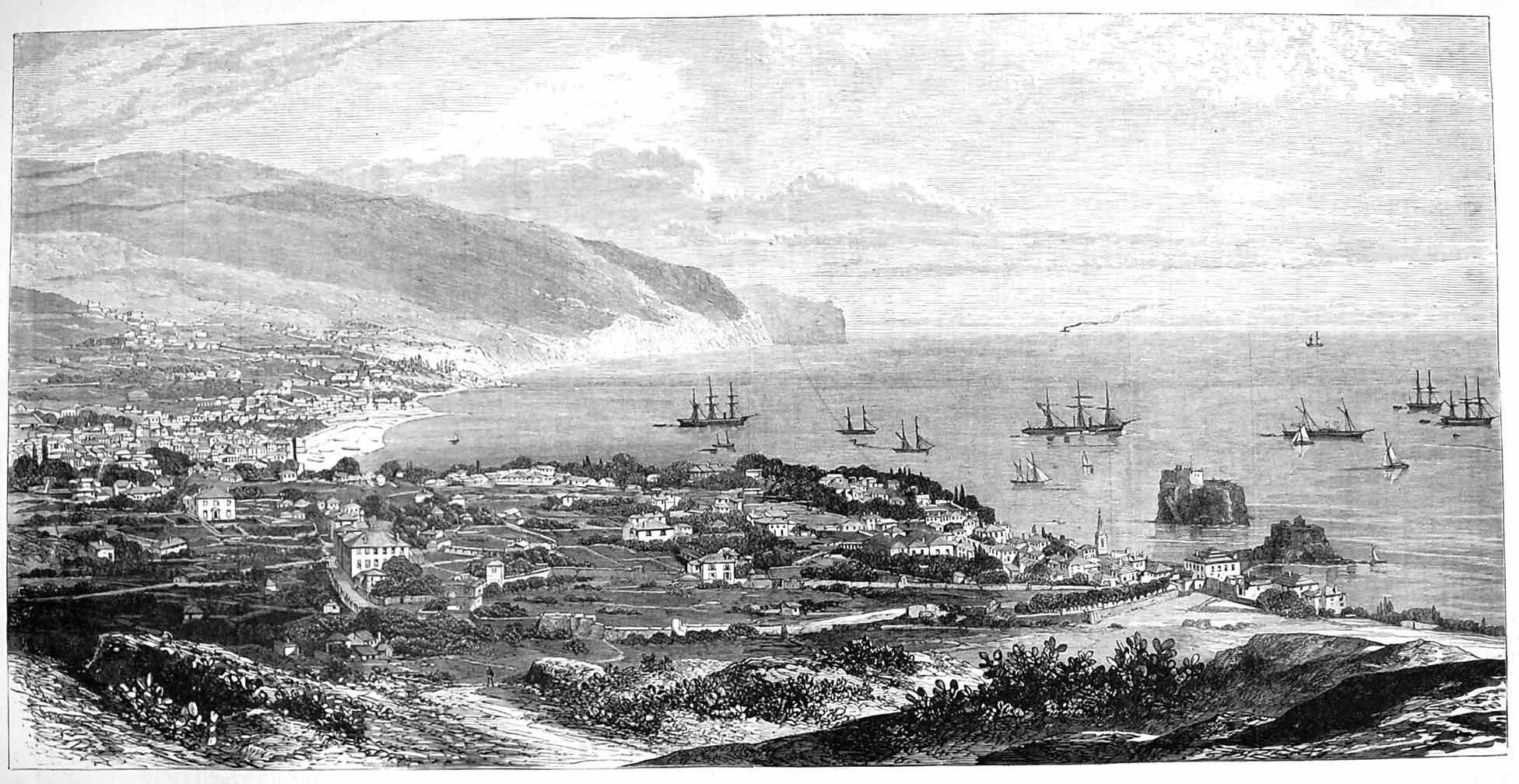
Vue de la baie de Funchal et du fort (1879).
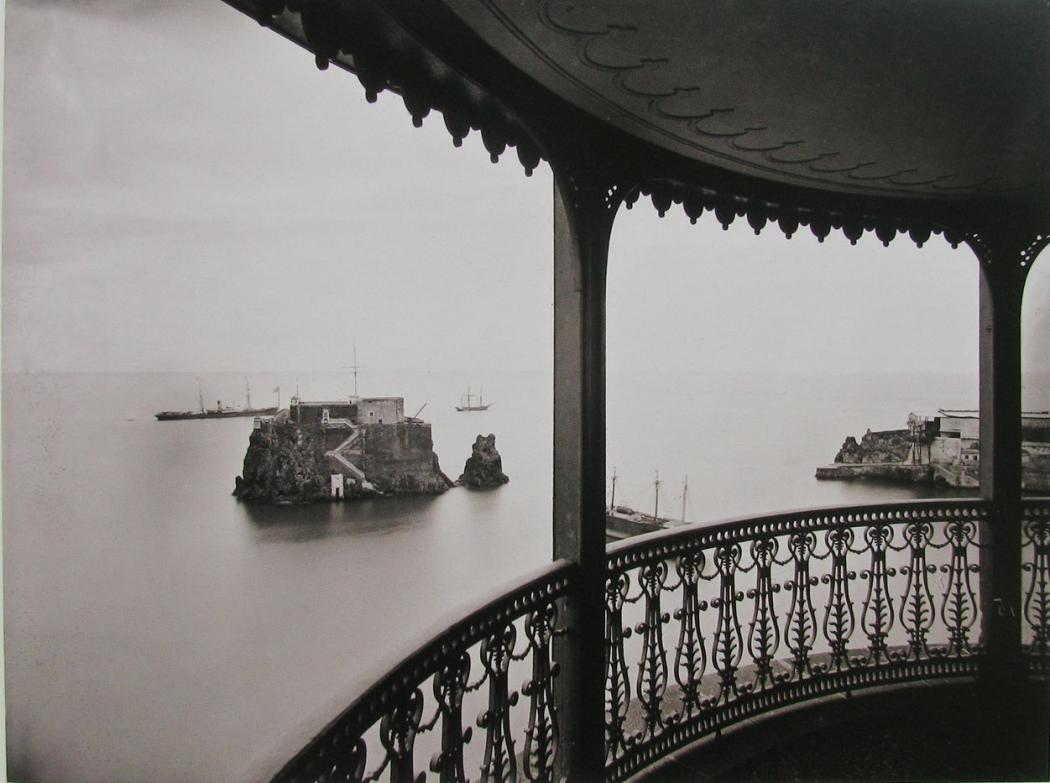
L'îlot avant la création de la digue, puis du port (1880).
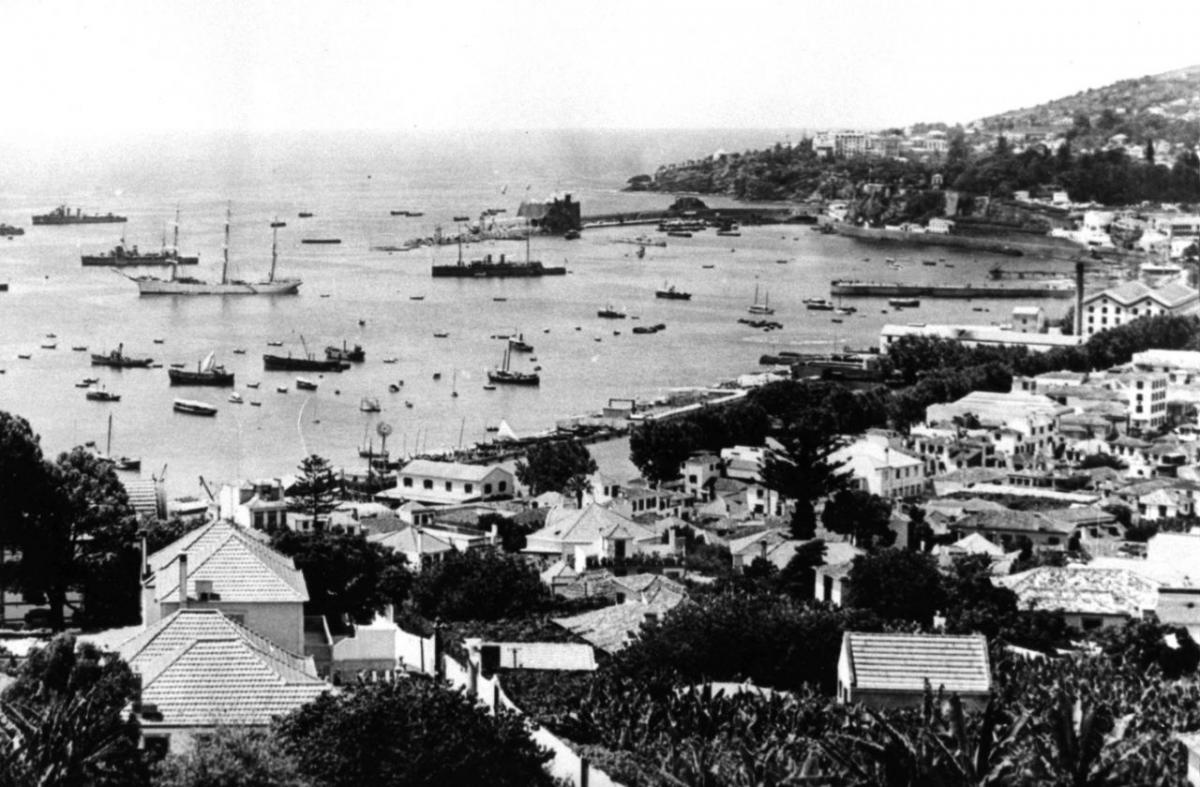
Travaux de la digue dans la baie de Funchal (1939).
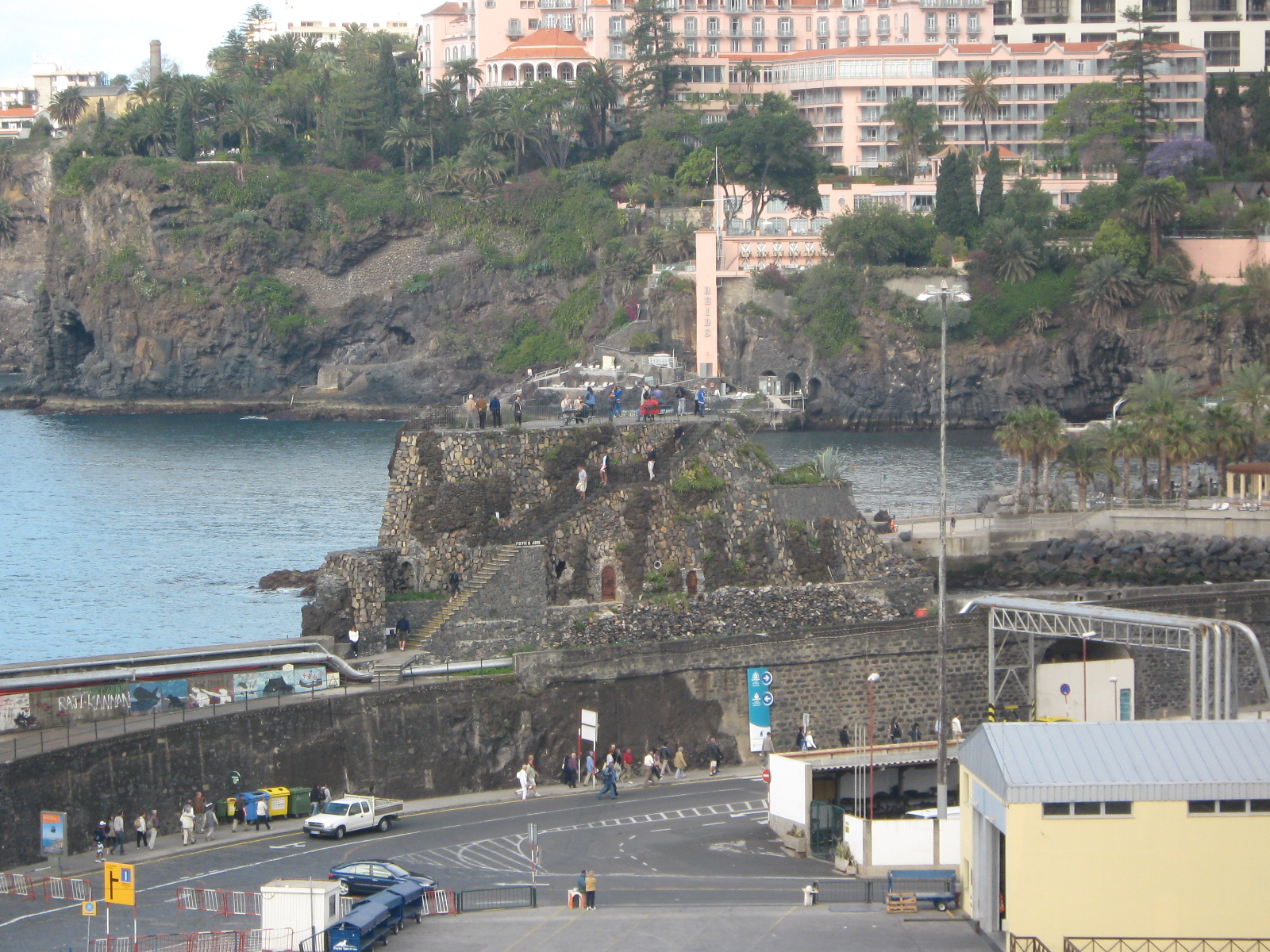
Le fort en 2009.